# Kailarsenia
Kailarsenia là một chi thực vật có hoa trong họ Thiến thảo (Rubiaceae).

## Loài
Chi Kailarsenia gồm các loài: